# ماركوس ريتشاردسون
ماركوس ريتشاردسون (بالإنجليزية: Marcus Richardson)‏ (31 أغسطس 1977 بريدنغ في المملكة المتحدة - ) هو لاعب كرة قدم بريطاني في مركز الهجوم. لعب مع كامبريدج يونايتد وماكليسفيلد تاون ونادي بوري ونادي توركي يونايتد ونادي روتشديل ونادي فارنبوروه ونادي كرولي تاون ونادي هارتلبول يونايتد ويوفل تاون ونادي تشستر سيتي ولينكولن سيتي أف سي ونادي سلاو تاون وBurnham F.C. ‏ وMarlow F.C. ‏ وWindsor & Eton F.C. (1892) ‏ وHenley Town F.C. ‏ وReading City F.C. ‏ ونادي ويموث وHarrow Borough F.C. ‏ وReading Town F.C. ‏.

## وصلات خارجية
- ماركوس ريتشاردسون على موقع قاعدة بيانات كرة القدم.إي يو (الإنجليزية)
- ماركوس ريتشاردسون على موقع Soccerbase.com (لاعب) (الإنجليزية)